# Shannen Doherty
Shannen Maria Doherty (Memphis, Tennessee, 12. travnja 1971. – Malibu, Kalifornija, 13. srpnja 2024.) bila je američka glumica najpoznatija po ulogama Brende Walsh u Beverly Hillsu, 90210 i Prudence Halliwell u "Čarobnicama".

## Karijera
Shannen se rodila u Memphisu, u saveznoj državi Tennessee kao kćer Rose i Toma Dohertya. U dobi od 7 godina s obitelji se preselila u Los Angeles i odmah je dala do znanja da želi biti glumica.
1981. godine, s 11 godina dobila je ulogu Jenny Wilder u mini-seriji "Mala kuća u preriji" zahvaljujući producentu Michaelu Landonu.
Dobila je ulogu Kris, starije blizanke u seriji "Naša kuća" koja se prikazivala od 1986. – 1988. s kojom je dobila mnogo nominacija za "Najbolju mladu glumicu". Glumila je u jednoj epizodi hit serije "Magnum" uz Toma Sellecka.
Prva veća uloga bila je ona Heather Duke u filmu "Heathers" uz Winonu Ryder i Christiana Slatera. Film je 2006. rangiran 5# na listi "50 njaboljih srednjoškolskih filmova".

### Beverly Hills, 90210iČarobnice
1990. Shannen se pridružila ekipi Beverly Hillsa, 90210 kao Brenda Walsh, sestra blizanka Brendona (Jason Priestley). 1991. i 1992. dobila je nagradu za najbolju mladu glumicu. U seriji je glumila tinejdžericu koja hoda s bivšim alkoholičarom Dylanom (Luke Perry) i popularna je u školi.
Nakon 4 sezone, Doherty je napustila Beverly kada se njezin lik preselio u London na glazbenu akademiju. Iako je trebala izostati iz serije samo jednu epizodu, nije se nikada više pojavila te je njezin lik zamijenila Tiffani Amber Thiessen.
1998. dobila je ulogu u još jednoj seriji Aarona Spellinga "Čarobnicama". Dobila je ulogu Prudence "Prue" Halliwell, najstarije sestre vještice uz Alyssu Milano i Holly Marie Combs. U seriji je glumila 3 sezone do 2001. kada je njezin lik umro.
Njezin lik zamijenila je Rose McGowan. I nakon odlaska iz serije, Shannen je imala pravo na 5% prava na seriju. 2 je puta nominirana za nagradu "Saturn" za svoju ulogu Prue. Njezin lik Prue je uvršten na 9# mjesto uloga vještica.

### Kasnija karijera
2 godine nakon odlaska iz serije "Čarobnice", Shannen je dobila posao voditelja u "reality showu", "Scare Tactics" u kojoj je ostala do kraja prve sezone. Nije poznato zašto je otišla, ali je njezin posao voditelja dobio Stephen Baldwin. Serija se prestala prikazivati 2006., ali je vraćena 2008., a voditeljica je Tracy Morgan.
Nakon "Scare Tactics", Shannen se vratila serijama i nastupila je u sapunici "North Shore" koja je trajala od 2004. do 2005. kada se ukinula. Glumila je i u TV seriji "Love Inc." koja se također brzo ukinula.
2006. je Shannen napravila svoj vlastiti "reality show", "Breaking Up With Shannen Doherty". "Show" se nije dugo održao te je ukinut nakon samo jedne sezone zbog malog odaziva publike i male gledanosti.
2007. je glumila u dva TV projekta, u "Kiss Me Deadly: A Jacob Keane Assignment" i "Christmas Caper". Te je godine uvrštena 96# kao "100 najvećih TV ikona".
2008. godine pojavila se u švedskoj seriji "High Chaparall". Kasnije je potvrdila svoju ponovljenu ulogu u "Spin offu" Beverly Hillsa, "90210". Opet glumi Brendu Walsh, ali je sada učiteljica u školi. Uz nju, svoju ulogu je ponovila i Jennie Garth.

## Privatni život
1993. Doherty se udala za Ashleya Hamiltona s kojim se rastala 1994. 2002. se preudala za Ricka Salomona
s kojim se rastala 2003. te je bila zaručena za Judda Nelsona. Zbog problema s alkoholom, 2001. osuđena je na 10 dana zatvora ili 20 dana korisno društvenog rada i morala je platiti $1500.
Godine 2015. otkrila je da boluje od raka dojke, od kojeg je umrla 2024. u 54. godini života. 

## Vanjske poveznice
- Službena stranica
- Shannen Doherty u internetskoj bazi filmova IMDb-u (engl.)